# Virgin Blue
Zasugerowano, aby zintegrować ten artykuł z artykułem Virgin Australia. Nie opisano powodu propozycji integracji.

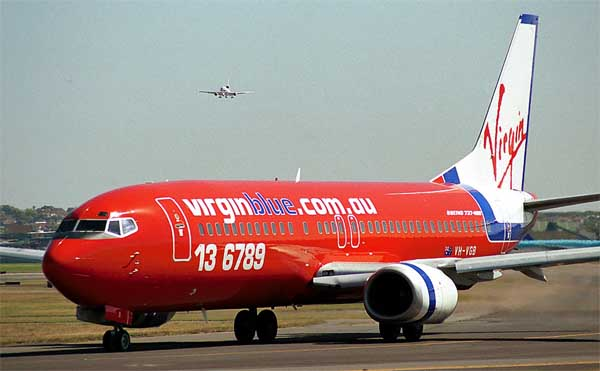
Boeing 737 w barwach Virgin Blue

Virgin Blue – tania linia lotnicza w Australii założona przez Virgin Group, a będąca obecnie pod kontrolą Toll Holdings.
Jest drugą pod względem wielkości linią w tym kraju. Flota Virgin Blue składa się z 50 samolotów Boeing 737.
Virgin Blue jest też właścicielem linii Pacific Blue, która lata do Nowej Zelandii i innych wysp Oceanu Spokojnego. Linia lata od roku 2000.